# Шаргородський маслозавод
Шаргородський маслозавод — підприємство харчової промисловості в місті Шаргород Вінницької області.

## Історія

### 1960 - 1991
Маслоробний завод у селищі міського типу Шаргород побудований у відповідності з семирічним планом розвитку народного господарства СРСР і введений в експлуатацію у квітні 1960 року.
За підсумками восьмої п'ятирічки (1966 - 1970 рр..) завод був одним з передових підприємств (у листопаді 1970 року за високі показники ефективності виробництва він зайняв перше місце серед усіх підприємств молочної промисловості області та був нагороджений перехідним Червоним прапором Вінницького управління молочної промисловості, а в кінці 1970 року зайняв друге місце серед усіх підприємств харчової промисловості області, після чого працівники заводу були нагороджені грошовою премією).
У 1972 році завод переробляв 45 тонн молока за зміну.
В цілому, в радянський час завод входив у число найбільших підприємств міста.

### Після 1991
Після проголошення незалежності України, завод перейшов у відання Державного комітету харчової промисловості України.
У липні 1995 року Кабінет Міністрів України затвердив рішення про приватизацію маслосирзаводу. Надалі, державне підприємство було перетворено у відкрите акціонерне товариство.
Станом на початок 2006 року Шаргородський маслозавод входив у число трьох підприємств молочної промисловості на території України, що зберегли можливість виробництва казеїну. Всього в 2006 році завод виробив продукції на 8,498 млн. гривень, але в 2007 році знизив обсяги виробництва.
Економічна криза, що почалася у 2008 році ускладнила становище підприємства і 2008 рік завод закінчив із прибутком 1,7 млн. гривень. В 2009 році завод скоротив виробництво на 6412 тонни в порівнянні з 2008 роком - до 13 257 тонн, але в 2010 році ситуація стабілізувалася і завод виробив 14 663 тонн молочних продуктів.
Надалі завод був реорганізований у закрите акціонерне товариство.

## Сучасний стан
Завод займається переробкою молока, виробництвом вершкового масла, цільномолочної продукції та технічного казеїну.